# スーザン・B・ランドー
スーザン・B・ランドー（Susan B. Landau、1952年3月31日 - 2017年5月31日）は、アメリカ合衆国の映画プロデューサー。

## 作品
- レジェンド・オブ・アロー Princess of Thieves (2001) ※テレビ映画
- メアリーとローダ/再就職も楽じゃない!? Mary and Rhoda (2000)　※テレビ映画
- どんな時も Angus (1995)
- クール・ランニング Cool Runnings (1993)
- ロイ・シャイダーの ファイナル・イニング Tiger Town (1983) ※テレビ映画